# Nereis crassa
Nereis crassa är en ringmaskart som beskrevs av Gmelin in Linnaeus 1788. Nereis crassa ingår i släktet Nereis och familjen Nereididae. Inga underarter finns listade i Catalogue of Life.